# Alto Maron
{{Info/Bairro do Brasil 2
```
|bairro=Alto Maron|apelido=|imagem=|área=|população=17.597|número de eleitores=|domicílios=5.449|bairros limitrofes=|zona=Norte

|idh=|renda_per_capita=|gini=|analfabetismo=|esp_vida=
|energ_elet=|agua_encan=|coleta_lixo=|fonte=Censo (IBGE)|data_fonte=2010
```

| latP = S
| latG = 14
| latM = 50
| latS = 52
| lonP = O
| lonG = 40
| lonM = 49
| lonS = 47
| estado = Bahia
}}
Alto Maron é um bairro situado na Zona Norte da cidade de Vitória da Conquista, na Bahia. A principal avenida do bairro é a Presidente Vargas, onde está concentrado grande parte do setor de comércio do bairro, que é bem diversificado. É um dos bairros de maior população da cidade, com 17.597 habitantes e 5.449 domicílios segundo o IBGE em 2010.
O significado do nome provém da sua localização, numa região mais alta da cidade, e da família de origem sírio-libanesa "Maron", proprietária de terras na região.